# 温迪·谢弗
温迪·谢弗（英語：Wendy Schaeffer，1974年9月16日—），澳大利亚女子马术运动员。她曾代表澳大利亚参加1996年夏季奥林匹克运动会马术比赛，获得团体三项赛金牌。